# Johan Sundström (orgelbyggare)
Johan Sundström, född 2 februari 1749 i Grythyttans socken, död 29 december 1813 i Järnboås socken. Han var en svensk amatörorgelbyggare i Järnboås. Sundström var orgelbyggargesäll hos orgelbyggaren och organisten Niclas Söderström. 

## Biografi
Sundström föddes 2 februari 1749 på Baståsen i Grythyttans socken. Han var son till Anders Persson och Lisa Jansdotter. 1769 bosatte han sig i Nora socken. Han blev 1780 orgelbyggargesäll hos Niclas Söderström.
Sundström flyttade 1790 till Järnboås. Han gifte sig 20 juli samma år med änkan Brita Cajsa Hasselberg. Hasselberg hade tidigare varit gift med klockaren Fredrik Malmberg i Järnboås församling. Sundström avled 29 december 1813 av lungsot och begravdes 7 januari 1814.
Byggde orgelverk i Västmanland och var anlitad för reparationer av orglar.

## Orglar
| År              | Ursprunglig kyrka | Stift    | Bild | Manualer | Pedal   | Stämmor | Bevarad orgel/fasad | Övrigt |
| --------------- | ----------------- | -------- | ---- | -------- | ------- | ------- | ------------------- | --- |
| 1789 eller 1791 | Hällefors kyrka   | Västerås |      |          |         |         | Ja/Ja               | Orgeln byggdes om 1859 av Anders Gustaf Nygren, Stockholm och hade då 9 stämmor. En ny orgel byggdes 1880 av Salomon Molander & Co, Göteborg. Sundström orgel flyttades samma år till Stenkyrka kyrka av Salomon Molander & Co. 1936 fick orgeln en andra manual som byggdes av Olof Hammarberg, Göteborg. Manualen som byggdes 1936 togs bort 1955. 1977 renoverades orgeln av Grönlunds Orgelbyggeri AB, Gammelstad. |
| 1790            | Hjulsjö kyrka     | Västerås |      | 1        | Bihängd | 9       | Nej/Nej             | En ny orgel byggdes 1884 av E A Setterquist & Son, Örebro. |
| 1792            | Järnboås kyrka    | Västerås |      | 1        | Bihängd | 11      | Nej/Ja              | En ny orgel byggdes 1908 av Olof Hammarberg, Göteborg. |